# Crystal Empire
Crystal Empire – drugi studyjny album Niemców z Freedom Call. Muzyka na nim zawarta to, podobnie jak na debiucie, szybki, melodyjny i przebojowy power metal. Słyszalne są inspiracje klasycznymi zespołami tego gatunku, szczególnie Helloween i Gamma Ray. Charakterystycznym elementem kompozycji są chórki pojawiające się na przemian z wokalistą.

## Lista utworów
1. The King Of The Crystal Empire (0:30)
2. Freedom Call (5:32)
3. Rise Up (4:04)
4. Farewell (4:04)
5. Pharao (4:41)
6. Call Of Flame (4:13)
7. Heart Of The Rainbow (4:35)
8. The Quest (7:33)
9. Ocean (5:09)
10. Pallace Of Fantasy (4:46)
11. The Wanderer (3:45)

## Twórcy
Źródło
- Chris Bay – śpiew, gitara, instrumenty klawiszowe
- Dan Zimmermann – perkusja
- Ilker Ersin – bas
- Sascha Gerstner – gitara
- chórki: Rolf Köhler, Olaf Senkdeil, Janie Dixon, Mitch Schmitt oraz Freedom Call[2]
- Stefan Hiemer- bas w 4, 6, 7 i 9 utworze
- Mitch Schmitt – głos "Ramzezh'a", pojawiający się w "The King Of The Crystal Empire" oraz "Pharao"[2]
- Ferdy Doenberg – pianino w "The Quest" i instrumenty klawiszowe w pierwszej zwrotce "The Wanderer"
- Stefan Malzer – aranż i adaptacja instrumentów klawiszowych w pierwszej zwrotce "The Wanderer"
- produkcja: Charlie Bauerfeind, Dan Zimmermann i Chris Bay[2]